# 玉泉春美
玉泉 春美（ぎょくせん はるみ、1979年6月22日 - ）は、鹿児島県出身の女性ソフトテニス選手。日本代表。中村学園女子高校-東芝姫路。

## 来歴
2003世界選手権から2006アジア競技大会までの4年間で国際大会個人戦ダブルスで4大会連続で決勝に進出し2004-2006で三年連続優勝の偉業を達成（玉泉春美・上嶋亜友美）。また2005東アジア競技大会ではダブルス（玉泉春美・上嶋亜友美）、シングルス、団体戦の３冠完全優勝。

## 四大国際大会戦績
- 2002アジア競技大会　国別対抗団体戦準優勝
- 2003世界ソフトテニス選手権　国別対抗団体戦第三位　ダブルス準優勝（玉泉春美・上嶋亜友美）
- 2004アジアソフトテニス選手権　国別対抗団体戦優勝　ダブルス優勝（玉泉春美・上嶋亜友美）ミックスダブルス第三位（玉泉春美・川村達郎）

- 2005東アジア競技大会　国別対抗団体戦優勝　ダブルス優勝（玉泉春美・上嶋亜友美）シングルス優勝

- 2006アジア競技大会　国別対抗団体戦準優勝　ダブルス優勝（玉泉春美・上嶋亜友美）ミックスダブルス第三位（玉泉春美・高川経生）

## 主な戦績
- 2002皇后賜杯全日本ソフトテニス選手権大会　優勝（玉泉春美・上嶋亜友美）
- 2003皇后賜杯全日本ソフトテニス選手権大会　第三位（玉泉春美・上嶋亜友美）
- 2004皇后賜杯全日本ソフトテニス選手権大会　第三位（玉泉春美・上嶋亜友美）
- 2005皇后賜杯全日本ソフトテニス選手権大会　ベスト8（玉泉春美・上嶋亜友美）
- 2006皇后賜杯全日本ソフトテニス選手権大会　優勝（玉泉春美・上嶋亜友美）

- 2003全日本インドアソフトテニス選手権　優勝（玉泉春美・上嶋亜友美）
- 2005全日本インドアソフトテニス選手権　優勝（玉泉春美・上嶋亜友美）
- 2007全日本インドアソフトテニス選手権　優勝（玉泉春美・上嶋亜友美）

- 2003全日本社会人選手権大会　優勝（玉泉春美・上嶋亜友美）

- 2004東京インドアソフトテニス選手権　優勝（玉泉春美・上嶋亜友美）

- 2002西日本選手権　優勝（玉泉春美・上嶋亜友美）
- 2003西日本選手権　優勝（玉泉春美・上嶋亜友美）
- 2004西日本選手権　優勝（玉泉春美・上嶋亜友美）
- 2005西日本選手権　優勝（玉泉春美・上嶋亜友美）
- 2006西日本選手権　優勝（玉泉春美・上嶋亜友美）